# ツレス島
座標: 北緯44度57分 東経14度24分 / 北緯44.950度 東経14.400度

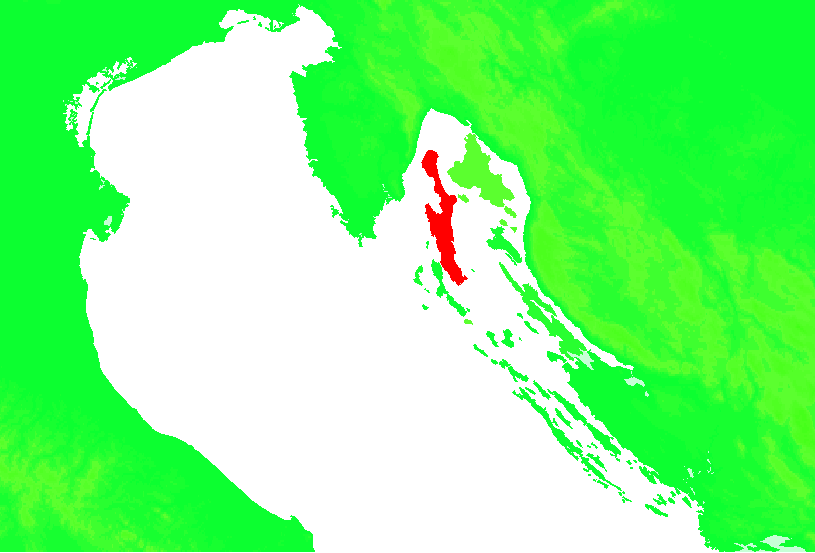
ツレス島の位置

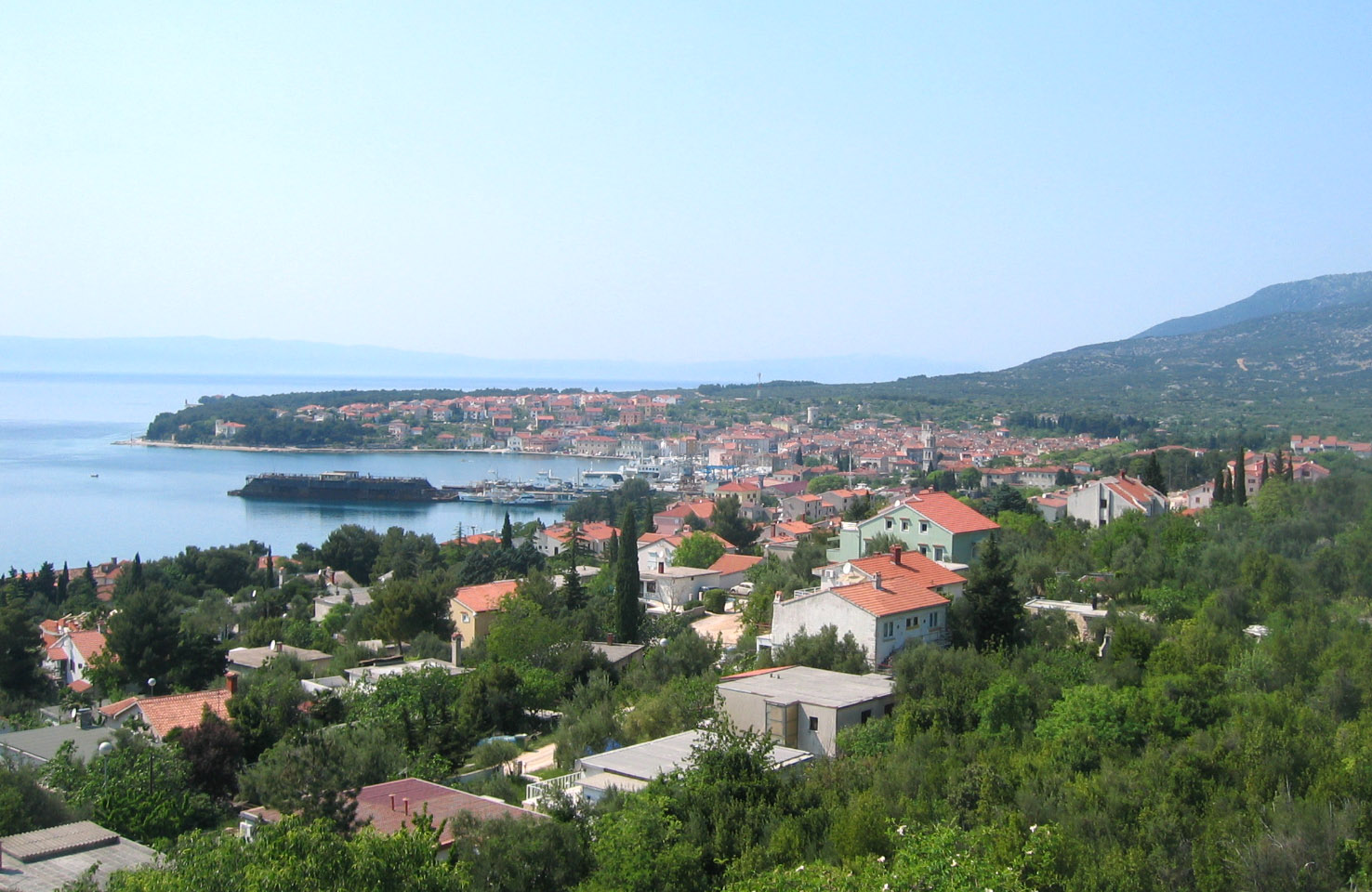
中心の町ツレスの町並み

ツレス島 （ツレスとう、クロアチア語：Cres、発音："Tsres"、 イタリア語 Cherso, ドイツ語: Kersch、 ラテン語:Crepsa, ギリシャ語:Chèrsos, Χερσος）は、クロアチアの島。ダルマチア北部クヴァルネル湾に浮かぶ島の一つ。プリモリェ＝ゴルスキ・コタル郡に属する。クルク島かイストリア半島からのフェリーで行くことができる。 
島の面積は405.78平方キロメートルで、ダルマチア諸島最大の島クルク島とほぼ同じ大きさである。人口は3,184人（2001年）。
ツレス島と近くのロシニ島（Lošinj）はかつては一つの島だったが、海峡によって隔てられ、現在はツレスの町オソル（イタリア語名オッサーロ）との間に橋が架かっている。ツレス島には淡水湖ヴラナ湖がある。

## 歴史
ツレス島には旧石器時代から人が住んでいた。後にローマ帝国の支配を受けた。ローマ帝国衰退後、数世紀に渡り東ローマ帝国に支配された。7世紀、クロアチア人がダルマチアの島々へ侵攻したが、彼らは8世紀初頭に島々を手放した。
822年前後にクロアチア＝東ローマ間の緊張が高まる中、クロアチアは独立国家をつくった。866年頃、島民は最初のクロアチア＝ヴェネツィア共和国の対立に見舞われた。ヴェネツィアは10世紀と11世紀にダルマチアの島々を支配下に置いた。
しかし、クロアチアは島々を取り戻し、その後数世紀に渡り、クロアチア、ハンガリー王国、400年間支配したヴェネツィアと、支配者が変わることになった。ナポレオン・ボナパルトの勝利でヴェネツィア領の島々はオーストリアの領有となり、その後すぐに再びフランス支配へ戻った。
ナポレオン没落後、オーストリアが100年ほどダルマチアの支配者となった。この時代に、オリーブ、セージといった農業生産が島の成功のきっかけとなり、経済が発展した。第一次世界大戦後の1920年、ラパッロ条約でツレス島はイタリア王国領となった。イタリア支配は1947年まで続き、その年にイストリア半島とともにクロアチアへ譲渡された。
イタリアから共産主義体制のクロアチアへ領有が移ったため、多くの住民が島を離れることを余儀なくされ、農業は下り坂になった。このことは、多くの植物の繁茂を引き起こした。最近はかつての島民が戻ってきて、農業と観光の両者の伸びから島の産業は活気づいている。

## ツレスの町村
島内には多くの町があり、島中央部を走る一本の道で全ての町村がつながっている。この道路の一方の端は、本土（プーラ近郊）からの船着場で、もう一方は、かつては一つの島だったが今は水路で隔てられたロシニ島のマリ・ロシニ（Mali Lošinj）への橋である。そのため、もしプーラ側からツレス島へやってくるとすれば、最初に到着するのはポロジナ（Porozina）の町である。
- ポロジナ (イタリア語名：Faresina) - フェリー・ターミナルと、数軒の商店のある小さな町
- ベリ (Beli、イタリア語名：Caisole) - 長く非常に狭い道路の終着点にある小さな町。シロエリハゲワシが生息している。
- ツレス (イタリア語名：Cherso) - 次節参照
- オルレツ（Orlec、イタリア語名：Aquilonia） - 小さな町。ここにもシロエリハゲワシが生息する。
- ヴァルン（Valun、イタリア語名：Vallon） - ルベニツェへ向かう途上にある小さな町で、車の乗り入れが禁止されている
- ルベニツェ（Lubenice、イタリア語名：Lubenizze） - 古い山村で、海と近隣の島々の素晴らしい眺めが楽しめる。温暖な時機だけレストランとバーが開店している。観光の最盛期には毎週音楽コンサートが開催される。スティヴァンの砂浜

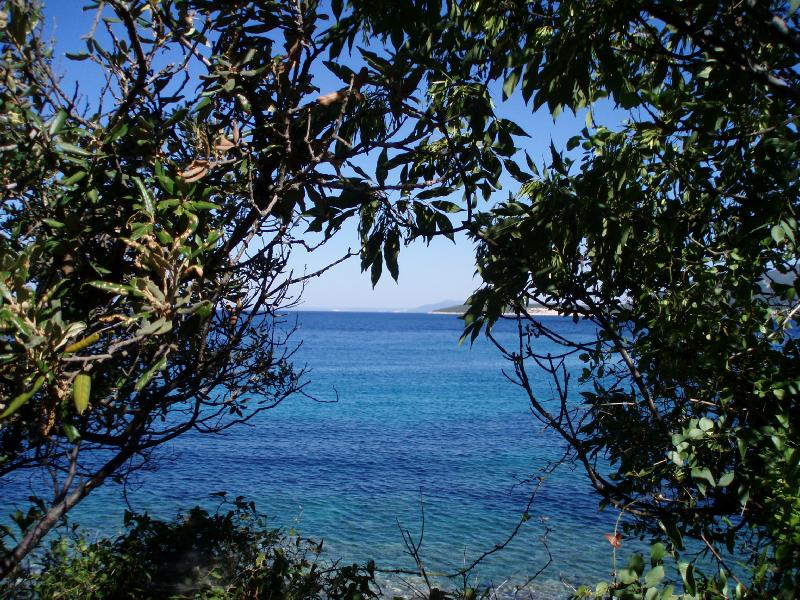
スティヴァンの砂浜

- ベレイ（Belej、イタリア語名Bellei）
- スティヴァン（Stivan、イタリア語名：San Giovanni） - 通りの片側に小さな町の住民16人が暮らす。古い町並みと教会、ひっそりとしたプライヴェート・ビーチがある。
- ミホラシチツァ（Miholaščica、イタリア語：San Michele） - 町と同名の教会を持つ。
- マルティンシチツァ（Martinščica、イタリア語名San Martino） - 美しい砂浜と数軒のカフェのある、大規模ヴァケーション複合施設スラティナがある。
- オソル（Osor、イタリア語：Ossero） - 2つの島の境となる町。かつてローマ人がツレスとロシニの間に水路を掘った。主要港と商業中心地としての役割は、狭い海峡を大型船が通過できず浅い港に停泊できないため失われている。
- ペルナト（Pernat） - ペルナト岬にある最西の村。
- ポドル（Podol） - ルベニツェとヴァルンの間にある村。
- プンタ・クリザ（Punta Kriza、イタリア語名Punta Croce） - ツレス島最南端。
- ヴィドヴィツィ（Vidovici） - マルティンシツィツァから丘を登ってすぐの村。イストリア半島、多島海を構成するゼツァ、ロシュニ、ウニエの島々の素晴らしい眺めが楽しめる。

## ツレスの町
ツレスの町は都市のように大きく、中心部には観光客がツレス島土産（地元産のオリーブ油とワイン）を売る店が集まっている。町は自動車の乗り入れが禁止されており、徒歩で移動しなくてはならない。狭い通りの多い、イタリア諸都市のような町並みである。ツレス近くにはマリーナがある。

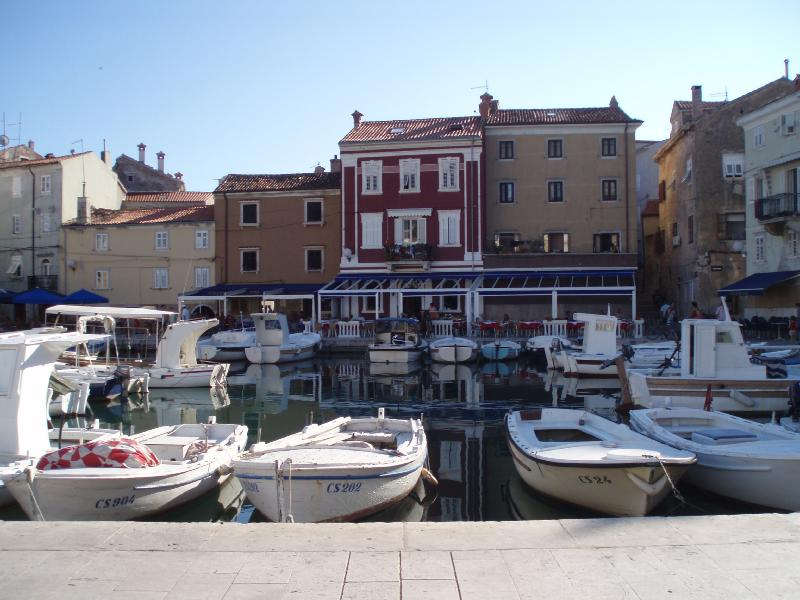
ツレス港

## ヴラナ湖
淡水湖で、水泳と釣りが禁止されており監視が厳しい。ロシニ島へも飲料水を供給している。東欧でも深い湖の一つで、最深部は76メートルに達する（海面下50メートル以上）

### ヴラナ湖の伝説
伝説によると、ヴラナ湖底には城があるという。城には裕福な姉娘が暮らしていたが、貧しい妹娘に金や食べ物を恵んでやろうとしなかった。そのため姉娘は、激しい雷雨で城を水に沈められるという罰を受けた。嵐が去った後に、ヴラナ湖が新たにできていたのである。この話には続きがあり、今でも風の強い日に耳を澄ませば、鐘楼の鐘が鳴るのが聞こえるという。